# Saint-Germain-en-Montagne
Saint-Germain-en-Montagne là một xã trong vùng hành chính Franche-Comté, thuộc tỉnh Jura, quận Lons-le-Saunier, tổng Champagnole. Tọa độ địa lý của xã là 46° 46' vĩ độ bắc, 05° 56' kinh độ đông. Saint-Germain-en-Montagne nằm trên độ cao trung bình là 630 mét trên mực nước biển, có điểm thấp nhất là 588 mét và điểm cao nhất là 850 mét. Xã có diện tích 5.35 km², dân số vào thời điểm 1999 là 389 người; mật độ dân số là 73 người/km².

## Thông tin nhân khẩu
| 1962 | 1968 | 1975 | 1982 | 1990 | 1999 |
| ---- | ---- | ---- | ---- | ---- | ---- |
| 193  | 226  | 302  | 366  | 361  | 389  |

## Địa điểm tham quan
Nhà thờ giáo khu Saint-Germain được xây năm 1770; tháp chuông từ năm 1790.